# Слізке
Слізке (словац. Slizké, угор. Szeleste) — село, громада в окрузі Рімавська Собота, Банськобистрицький край, Словаччина. Кадастрова площа громади — 12,05 км². Населення — 233 особи (за оцінкою на 31 грудня 2017 р.).
Знаходиться за ~19 км на північний схід від адмінцентру округу міста Рімавська Собота.

## Історія
Перша згадка 1258 року.
1828 року в селі було 46 будинків та 337 мешканців, які займалися сільським господарством, збиранням воску, гасінням вапна, виготовленням дерев'яного посуду тощо.

## Географія
Село розташоване в південно-східній частині Словацьких Рудних гір.

## Населення
| Рік:            | 1994. | 2004.   | 2014.    | 2024.    |
| --------------- | ----- | ------- | -------- | -------- |
| Кількість осіб: | 134   | 138     | 214      | 265      |
| Різниця:        |       | +2,98 % | +55,07 % | +23,83 % |

| Рік:            | 2023. | 2024.   |
| --------------- | ----- | ------- |
| Кількість осіб: | 255   | 265     |
| Різниця:        |       | +3,92 % |